# Зондерхофен
Зондерхофен (њем. Sonderhofen) општина је у њемачкој савезној држави Баварска. Једно је од 52 општинска средишта округа Вирцбург. Посједује регионалну шифру (AGS) 9679188.

## Географски и демографски подаци
Зондерхофен се налази у савезној држави Баварска у округу Вирцбург. Општина се налази на надморској висини од 293 метра. Површина општине износи 18,8 км². У самом мјесту су, према процјени из 2010. године, живјела 843 становника. Просјечна густина становништва износи 45 становника/км².